# I've Been Trying to Tell You
I've Been Trying to Tell You è il decimo album in studio del gruppo musicale inglese Saint Etienne, pubblicato nel 2021.

## Tracce
1. Music Again – 5:45
2. Pond House – 4:02
3. Fonteyn – 4:50
4. Little K – 5:45
5. Blue Kite – 4:51
6. I Remember It Well – 3:50
7. Penlop – 5:30
8. Broad River – 5:35